# Jose Pablo Cantillo
Jose Pablo Cantillo (Marshfield, 30 maart 1979) is een Amerikaans acteur van Costa Ricaanse afkomst. Hij stond in 2003 voor het eerst voor de camera toen hij eenmalige gastrolletjes kreeg in Law & Order: Criminal Intent en Law & Order: Special Victims Unit, waarop hij in 2004 zijn filmdebuut maakte in The Manchurian Candidate.
Cantillo eenmalige gastrollen in onder meer ER (2004), CSI: Miami, Medical Investigation, Crossing Jordan (alle drie 2005), Bones (2006), The Closer (2009) en The River (2012).

## Filmografie
- Solace (2015)
- Chappie (2015)
- Tom Holland's Twisted Tales (2014)
- Elysium (2013)
- Virtuality (2009)
- Streets of Blood (2009)
- Redbelt (2008)
- Cleaner (2007)
- Disturbia (2007)
- After Sex (2007)
- Standoff (televisieserie, 2006-2007)
- Crank (2006)
- Bondage (2006)
- Shackles (2005)
- The Manchurian Candidate (2004)

## Televisieseries
- Exclusief eenmalige verschijningen
- The Walking Dead - Caesar Martinez (2012-2013, dertien afleveringen)
- The River - Manny Centeno (2012, twee afleveringen)
- Sons of Anarchy - Hector Salazar (2010, negen afleveringen)
- Standoff - Duff Gonzalez (2006-2007, achttien afleveringen)

- Bibliothèque nationale de France: cb155883949 (data)
- Gemeinsame Normdatei: 1011387530
- International Standard Name Identifier: 0000 0001 1877 3376
- Library of Congress Control Number: no2011019443
- Nationale bibliotheek van Australië: 42191314
- Trove: 1457081
- Virtual International Authority File: 66786222
- WorldCat: E39PBJwxKfPw6TKVtJY9mPRxjC